# 451 (tal)
451 är det naturliga talet som följer 450 och som följs av 452.

## Inom vetenskapen
- 451 Patientia, en asteroid.

## Inom matematiken
- 451 är ett udda tal.
- 451 är ett sammansatt tal.
- 451 är ett lyckotal.
- 451 är ett semiprimtal.
- 451 är ett dekagontal.[1]
- 451 är ett centrerat dekagontal